# Кувшинов, Леонид Михайлович
Леонид Михайлович Кувши́нов (5 августа 1914 года — 18 августа 1973 года) — лётчик-испытатель Научно-исследовательского института Военно-воздушных сил (НИИ ВВС) СССР, полковник, Герой Советского Союза.

## Биография
Леонид Михайлович Кувшинов родился 5 августа 1914 года в с. Зилаир ныне Республика Башкортостан в семье рабочего.
Русский. Член КПСС с 1946. По окончании 7-и классов и 2-х курсов педагогического техникума, работал учителем в селе Кананикольское Зилаирского района. С 1932 жил в Москве, работал на заводе «Шарикоподшипника», учился в аэроклубе.
Окончил Оренбургское военное авиационное училище, Борисоглебскую военную авиационную школу лётчиков в 1937. Работал инструктором-лётчиком.
С 1939 года Кувшинов на лётно-испытательной работе в НИИ ВВС.
Участник Великой Отечественной войны в июне-августе 1941 года. Воевал в составе 401-го истребительного авиационного полка особого назначения Западного фронт. Затем вновь на испытательной работе.
Принимал участие в испытаниях И-185, Як-1б М-105ПА (1942), FW-190D-9 (1944), Як-3Т, Як-9УВ (1945), Як-3 с ВК-107А, Як-9П, «130» (Ла-9), И-301 (МиГ-9) (1946), СМ-12 (1958), СМ-30. За 27 лет лётной работы Л. М. Кувшинов освоил более 100 типов самолётов и их модификаций, выполнил не одну тысячу сложных полётов. Первым испытывал реактивный самолёт МиГ-17. Пробыл в воздухе 3152 часа.
Участвовал в параде в День Воздушного Флота СССР в 1947 на Ла-11 с ПуВРД.
За образцовое выполнение служебного долга и проявленные при этом мужество, отвагу и героизм при испытании самолётов и другой техники 9 сентября 1957 года полковнику Кувшинову присвоено звание Героя Советского Союза.
С 1962 года полковник Кувшинов — в запасе. Принимал участие в подготовке космонавтов.
Умер 18 августа 1973 года. Похоронен на Монинском мемориальном военном кладбище в посёлке Монино Московской области.

## Подвиг
Указом Президиума Верховного Совета СССР от 9 сентября 1957 года «за образцовое выполнение служебного долга и проявленные при этом мужество, отвагу и героизм при испытании самолётов и другой техники» полковнику Кувшинову Леониду Михайловичу присвоено звание Героя Советского Союза с вручением ордена Ленина и медали «Золотая Звезда» (№ 11103).

## Награды
Награждён 2 орденами Ленина, 4 орденами Красного Знамени, орденом Отечественной войны 1 и 2 ст., Красной Звезды, медалями. Заслуженный лётчик-испытатель СССР.

## Память
В селе Зилаир Зилаирского района Башкирии на доме, где жил Л. М. Кувшинов, установлена мемориальная доска.